# Georg av Mecklenburg-Strelitz
Georg av Mecklenburg-Strelitz (fullständigt namn: Georg Friedrich Karl Joseph), född den 12 augusti 1779, död den 6 september 1860, var storhertig av Mecklenburg-Strelitz 1816–1860. 

## Familj
Georg gifte sig 1817 med Marie av Hessen-Kassel (1796–1880).
Barn:
- Karoline Luise Marie Friederike Therese Charlotte Wilhelmine Auguste  (1818–1842)
- Fredrik Vilhelm av Mecklenburg-Strelitz Karl Georg Ernst Adolf Gustav, storhertig av Mecklenburg-Strelitz (1819–1904)
- Mariana av Mecklenburg-Strelitz Caroline Marianne (1821–1876); gift 1841 (skilda 1846), med prins, senare kung Fredrik VII av Danmark (1808–1863)
- Georg August av Mecklenburg-Strelitz (1824–1876); gift 1851 med storfurstinnan Katharina Michailovna av Ryssland (1827–1894)